# 波科内狸藻
波科内狸藻（學名：Utricularia poconensis）為狸藻屬大型浮水生食虫植物。其种加词“poconensis”来源于原产地巴西波科内（Pocone）。波科内狸藻为南美洲的特有种，存在于巴西、玻利维亚及阿根廷。

## 外部連結
- 食虫植物照片搜寻引擎中波科内狸藻的照片 （页面存档备份，存于）

 维基共享资源上的相關多媒體資源：波科内狸藻
 維基物種上的相關：波科内狸藻